# Montérégie-Est
Montérégie-Est, AFI: [mɔ̃teʀeʒiɛst])) es una región de la provincia canadiense de Quebec, situada en la margen sur del río San Lorenzo, al este de la ciudad de Montreal.

## CRÉ
La entidad es administrada por una conferencia regional de representantes (CRÉ) que es la instancia de gobierno de una región administrativa en Quebec. En la región administrativa de Montérégie hay tres CRÉ,  Montérégie-Est es una de ellas.
Estas CRÉ tienen las mismas competencias que en otras regiones administrativas.
La capital de Montérégie-Est es McMasterville., y su presidente Michel Picotte.

## Geografía

Los MRC de la Montérégie

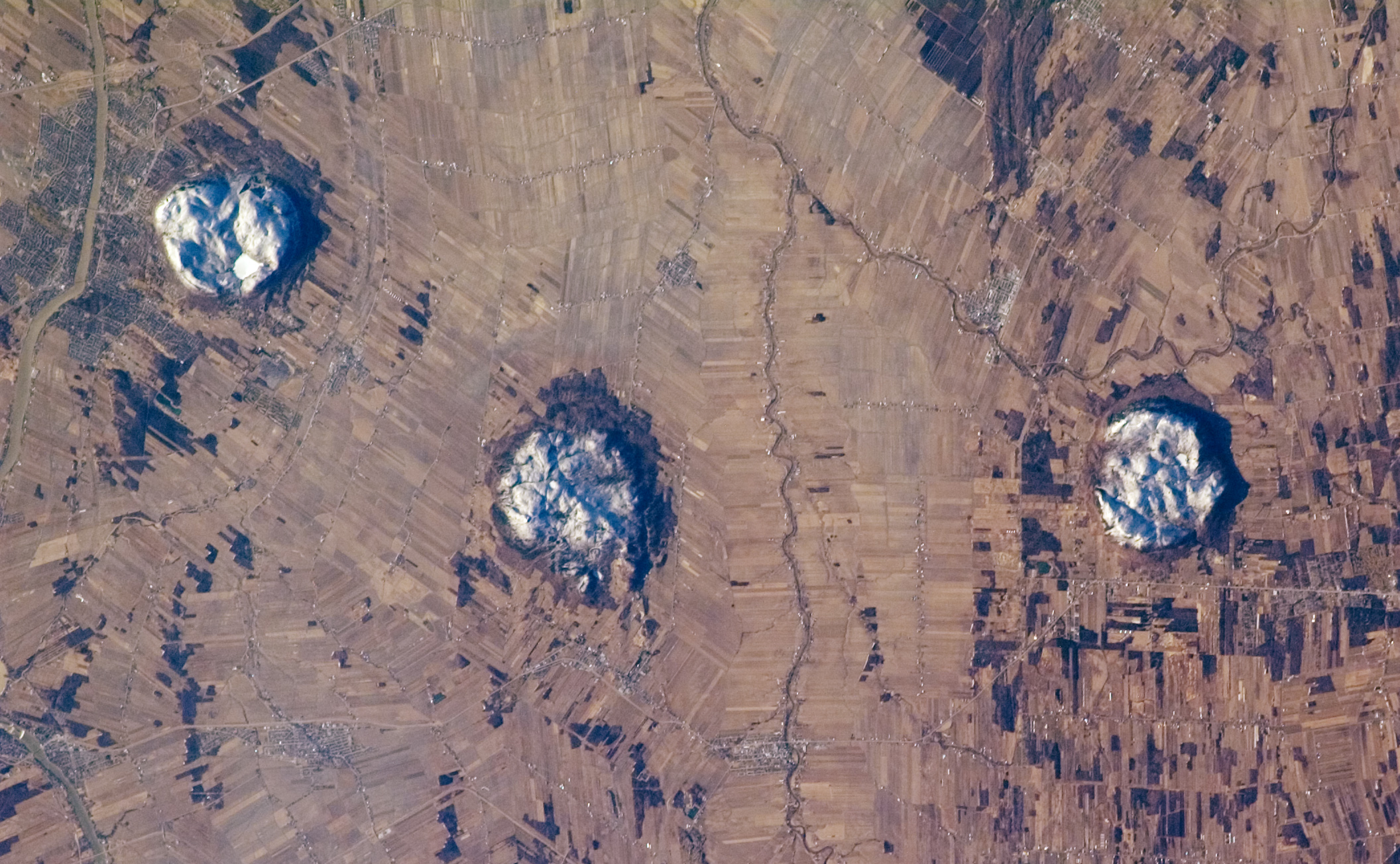
Tres colinas de Montérégie : montes Saint-Hilaire, Rougemont y Yamaska, en la planicie del San Lorenzo.

Limita con las regiones quebequeses de Centre-du-Québec y Estrie, con los estados estado estadounidenses de Nueva York y de Vermont, así como con el Vallée-du-Haut-Saint-Laurent y la aglomeración de Longueuil.
A la otra orilla del San Lorenzo se encuentran las regiones de Montreal y de Lanaudière.
Montérégie-Est está ubicada en la planicie del San Lorenzo que se encuentra al sureste las tierras bajas de los Apalaches y el estabon de Estrie.
El nombre de la región procede de las colinas de Montérégie que están casi todas en Montérégie-Est, o sea los montes Saint-Hilaire, Saint-Grégoire, Rougemont, Yamaska, Shefford, y Brome.
El territorio corresponde a las cuencas hidrográficas de Richelieu y de Yamaska.

## Urbanismo
Montérégie-Est es a la vez urbana y rural. El desarrollo se caracteriza por tres áreas bien distintos. Primero, las afueras de Área metropolitana de Montreal incluyen los municipios regionales de condado de Marguerite-D’Youville y de La Vallée-du-Richelieu. Después, una corona de cuatro ciudades satélites que son Sorel-Tracy, Saint-Hyacinthe, Granby y Saint-Jean-sur-Richelieu, donde está la actividad industrial y los servicios a la población y a la agricultura en los alrededores. Finalmente, la parte este de la región en los MRC de Acton, Rouville y Brome-Missisquoi es rural.

## Política
Las circunscripciones electorales representando la población de Montérégie-Est en la Asamblea Nacional de Quebec son Richelieu, Verchères, Borduas, Saint-Hyacinthe, Johnson, Montarville, Chambly, Saint-Jean, Iberville, Granby y Brome-Missisquoi, así como Huntingdon en parte. A nivel federal, las circunscripciones son Richelieu, Verchères-Les Patriotes, Chambly-Borduas, Saint-Hyacinthe-Bagot, Shefford y Brome-Missisquoi.

## Componentes
Montérégie-Est está dividida en nueve municipios regionales de condado (MRC) y 107 municipios.
MRC de Montérégie-Est
| Código | MRC                    | Superficie total (km²) | Superficie (agua) (km²) | Superficie (tierra) (km²) | Población 2014 | Densidad (hab/km²) | Fecha de constitución | Prefecto | Mun. | ERI | TNO | Loc. | Sede                     | Otros                                                       |
| ------ | ---------------------- | ---------------------- | ----------------------- | ------------------------- | -------------- | ------------------ | --------------------- | -------- | ---- | --- | --- | ---- | ------------------------ | ----------------------------------------------------------- |
| 460    | Brome-Missisquoi       | 1701                   | 50                      | 1651                      | 57 638         | 34,9               | 01.01.1983            | A        | 21   | -   | -   | 21   | Cowansville              | Farnham, Bromont                                            |
| 470    | La Haute-Yamaska       | 649                    | 13                      | 636                       | 87 783         | 138,0              | 03.03.1982            | A        | 8    | -   | -   | 8    | Granby                   | Granby, Shefford                                            |
| 480    | Acton                  | 582                    | 3                       | 579                       | 15 590         | 26,9               | 01.01.1982            | A        | 8    | -   | -   | 8    | Acton Vale               |                                                             |
| 530    | Pierre-De Saurel       | 639                    | 45                      | 594                       | 51 701         | 87,0               | 01.01.1982            | A        | 12   | -   | -   | 12   | Sorel-Tracy              |                                                             |
| 540    | Les Maskoutains        | 1312                   | 10                      | 1302                      | 86 558         | 66,5               | 01.01.1982            | A        | 17   | -   | -   | 17   | Saint-Hyacinthe          | Saint-Pie                                                   |
| 550    | Rouville               | 489                    | 7                       | 482                       | 36 851         | 76,5               | 01.01.1982            | A        | 8    | -   | -   | 8    | Marieville               | Saint-Césaire, Richelieu                                    |
| 560    | Le Haut-Richelieu      | 996                    | 60                      | 936                       | 117 050        | 125,1              | 01.01.1982            | A        | 14   | -   | -   | 14   | Saint-Jean-sur-Richelieu |                                                             |
| 570    | La Vallée-du-Richelieu | 605                    | 17                      | 588                       | 121 725        | 207,0              | 01.01.1982            | A        | 13   | -   | -   | 13   | McMasterville            | Chambly, Beloeil, Mont-Saint-Hilaire, Saint-Basile-le-Grand |
| 590    | Marguerite-D’Youville  | 405                    | 58                      | 347                       | 76 720         | 221,1              | 01.01.1982            | A        | 6    | -   | -   | 6    | Verchères                | Sainte-Julie, Varennes, Saint-Amable                        |